# Speed Gardner
William „Speed” Gardner (ur. 2 lipca 1895 roku w East Liberty, zm. 25 kwietnia 1972 roku w Bayonet Poin) – amerykański kierowca wyścigowy.

## Kariera
W swojej karierze Gardner startował głównie w Stanach Zjednoczonych w mistrzostwach AAA Championship Car oraz towarzyszącym mistrzostwom słynnym wyścigu Indianapolis 500, będącym w latach 1923-1930 jednym z wyścigów Grandes Épreuves. W pierwszym sezonie startów, w 1929 z dorobkiem 34 punktów został sklasyfikowany na dwudziestej pozycji w klasyfikacji generalnej. W tym samym roku w wyścigu Indianapolis 500 dojechał do mety na szóstym miejscu. Rok później w mistrzostwach AAA był piętnasty.